# Strada europea E262
La strada europea E262 è una strada europea che collega Kaunas a Ostrov. Come si evince dalla numerazione, si tratta di una strada di classe B.

## Percorso
La E262 è definita con i seguenti capisaldi di itinerario: 
- Kaunas;
- Ukmergė;
- Zarasai;
- Daugavpils;
- Rēzekne;
- Ostrov.